# 스즈키 간타로 내각
스즈키 간타로 내각(鈴木貫太郎内閣)은 추밀원의장 스즈키 간타로가 제42대 내각총리대신으로 임명되어, 1945년 4월 7일부터 1945년 8월 17일까지 존재한 일본의 내각이다.

## 재직 기간
- 1945년(쇼와 20년) 4월 7일 ~ 1945년(쇼와 20년) 8월 17일
- 재직 일수 : 133일